# スターシップ・テクノロジーズ

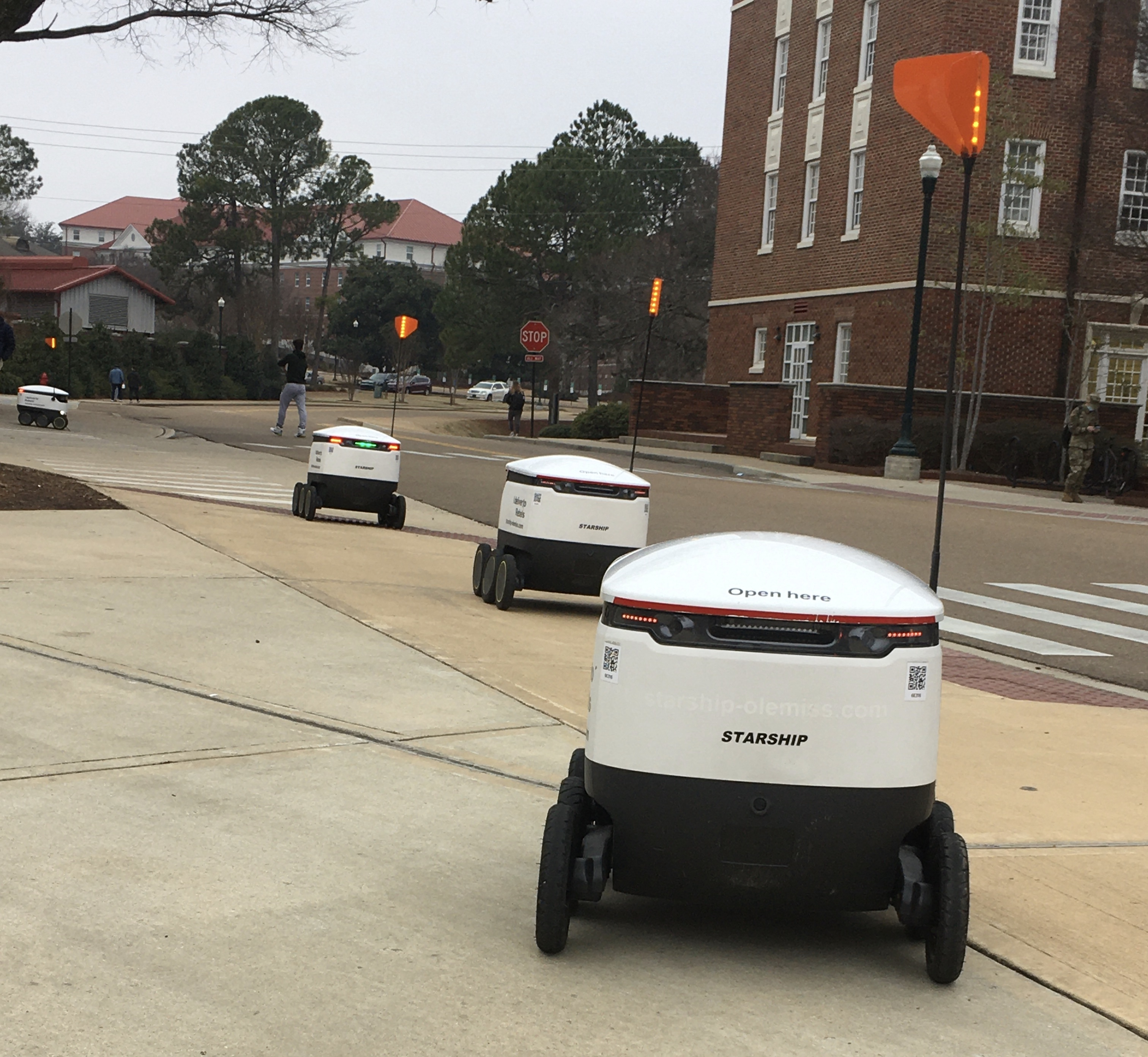
ミシシッピ大学で走行するスターシップの配送ロボット（2021年）

スターシップ・テクノロジーズ（英語: Starship Technologies）は、自律配送車両を開発しているエストニアの会社である。本社は、カリフォルニア州サンフランシスコ。エストニアのタリンとフィンランドのヘルシンキにエンジニアリング事業を展開、オフィスは、イギリスのロンドン、ドイツ、ワシントンD.C.、カリフォルニア州のマウンテンビューに構える。
2022年1月と2月に、スターシップは欧州投資銀行とベンチャー投資家から約1億ドルの資金を調達し、研究開発と同社のロボット1,700台の追加に充てられる予定。同社は2014年の設立以来、約2億200万ドルを調達している。